# Миа Пресли
Миа Пресли (англ. Mia Presley; настоящее имя — Николь Мари Йейтс (Nicole Marie Yates); род. 29 декабря 1982) — американская порноактриса
.

## Биография
Миа работала моделью и танцовщицей до того, как пришла в порноиндустрию в 2007 году в возрасте 24 лет. Пресли снимается только в лесбийских фильмах. Она позировала для таких журналов, как Playboy и Penthouse и была Playboy Cyber Girl.
Пресли владеет линией купальников и руководит шоу группой, выступающей в жанре бурлеск. В 2008 году она стала ведущей сексуальной кулинарной передачи The Nude Chef на канале Vavoom TV.
Пресли основатель благотворительной организации Pornstars 4 Pups, занимающейся сбором средств и организацией порно шоу Pennies for Pets и выпусками календарей, средства от которых идут на защиту бездомных животных.

## Премии и номинации
- 2009 номинация на AVN Award — Best All-Girl Couples Sex Scene — Girls Kissing Girls[3]
- 2010 номинация на AVN Award — Best All-Girl Three-Way Sex Scene — Supermodel Slumber Party (с Никки Роудс)[4]